# Denys Antoine Chahda
Denys Antoine Chahda (ur. 19 sierpnia 1946 w Aleppo) – syryjski duchowny Kościoła katolickiego obrządku syryjskiego, od 2001 arcybiskup Aleppo.

## Życiorys
Święcenia prezbiteratu przyjął 1 lipca 1973. Początkowo pracował w Aleppo, w 1979 wyjechał do Wenezueli i został duszpasterzem w Maracay.
28 czerwca 2001 został mianowany egzarchą apostolskim katolików obrządku syryjskiego w Wenezueli, a 13 września 2001 został mianowany arcybiskupem Aleppo. Sakry udzielił mu 16 grudnia 2001 syryjskokatolicki patriarcha Antiochii Ignacy Piotr VIII Abdel-Ahad, któremu towarzyszyli syryjski tytularny arcybiskup Mardin Denys Raboula Antoine Beylouni oraz ówczesny syryjski biskup Newark Ignacy Józef III Younan.